# Chiesa del Santo Sepolcro (Castel Cellesi)
La chiesa del Santo Sepolcro si trova a Castel Cellesi, frazione di Bagnoregio, in provincia di Viterbo.

## Storia
Più importante della coeva chiesa di San Girolamo, la Chiesa del Santo Sepolcro è posta a ridosso delle mura cimiteriali e fa parte di un percorso di pellegrinaggio cattolico. Fu innalzata dal conte Girolamo Cellesi nel 1674: originariamente era una modesta cappella dedicata alla Madonna del Soccorso di Pistoia, per la cui costruzione il conte aveva chiesto e ottenuto l'autorizzazione da parte del vescovo di Bagnoregio.
Nel 1703 un altro conte Cellesi, Francesco, richiese alla francescana Custodia di Terra Santa alcune sacre reliquie e rifece la cappella, raddoppiandone le dimensioni, per inserirvi una ricostruzione dell'Edicola del Santo Sepolcro. La chiesa fa da allora parte di un circuito di edifici sacri chiamati "copie" o "memorie": ciò per la loro voluta rassomiglianza con l'Edicola interna della Basilica del Santo Sepolcro di Gerusalemme. L'operazione di ampliamento voluta dal conte Francesco Cellesi si rivela fin dall'inizio molto ardua: la scoperta di una roccia impossibile da togliere modifica la costruzione dell'Edicola, che la ingloba e la rende visibile con un'apertura nella propria parte posteriore.

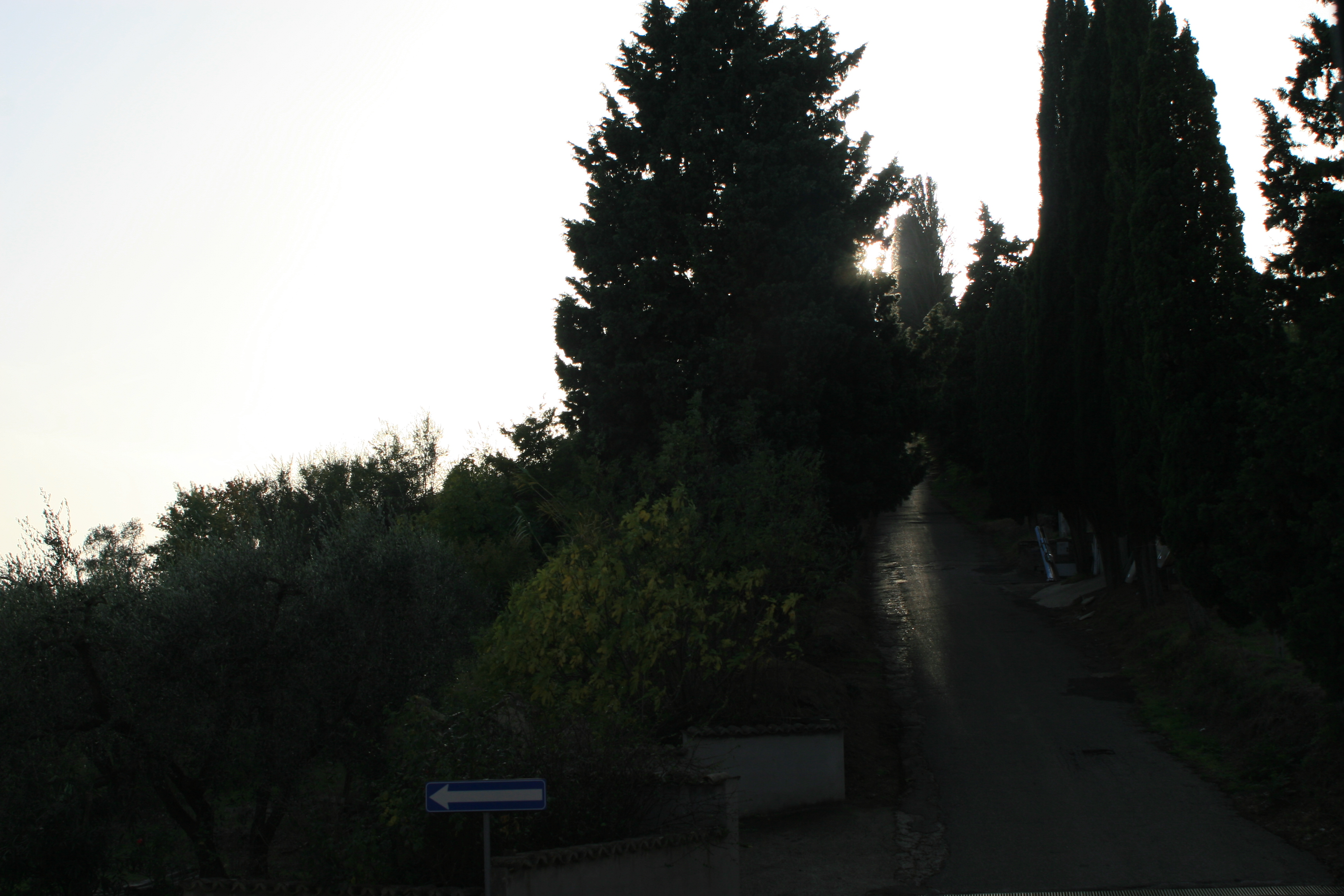
Il viale dei cipressi che sale verso la Chiesa del Santo Sepolcro

La presenza di questo monolite accresce di molto la sensazione di deja-vu che i pellegrini cristiani dovettero vivere nei tre secoli successivi, fino a oggi, facendo visita in questo luogo, con una piccola deviazione dalla via Francigena (ossia il tratto di via Cassia tra Acquapendente e Viterbo). Difatti anche l'originale chiesa gerosolimitana presenta una roccia inamovibile, in cui i fedeli fin dall'epoca di Costantino e dell'imperatrice Elena riconoscono la tradizionale Roccia del Calvario, sede della Crocifissione di Cristo, ai piedi della quale si fa risiedere la Tomba di Gesù (dunque il luogo della Resurrezione): entrambi i luoghi evangelici sono racchiusi dall'odierna Chiesa del Santo Sepolcro di Gerusalemme. Per questo il conte Cellesi non s'accontentò solo di erigere il Sepolcro castellano, ma affidò la chiesa alla "Confraternita di Gesù e Maria e del S. Sepolcro" detta anche "Compagnia della Passione di Gesù e Maria altrimenti del S. Sepolcro".
L'Edicola ospitò le reliquie dal loro arrivo a Castel Cellesi, nel febbraio del 1704. Il 7 marzo dello stesso anno il Vescovo di Bagnoregio (Bagnorea) consacrava ufficialmente la Chiesa del Santo Sepolcro. Fino alla fine dell'Ottocento essa è stata una delle mete del pellegrinaggio cattolico nella Valle del Tevere, per la possibilità concessa dalla Breve di papa Clemente XI di lucrare indulgenze. Ancor oggi l'Edicola è una delle più importanti del circuito europeo.
L'Edicola era sormontata, come indica una descrizione del 1939, "da una cupoletta sostenuta da leggere colonnine" ormai persa. Nella camera sepolcrale, in muratura, trova posto un Crocifisso ligneo, staccato dalla parete posteriore, alla cui base è il reliquiario.
La chiesa è oggi cappella cimiteriale. Accessibile originariamente solo da un viale in forte salita fiancheggiato da cipressi, è a navata unica, orientata con la porta principale a Nord-Est. Vi corrispondono due titoli: Chiesa della Madonna del Soccorso e Chiesa del Santo Sepolcro, con il quale oggi è comunemente identificata.
Dal piccolo belvedere della collina è visibile un vasto panorama, che ingloba anche il Terminillo distante 70 km in linea d'aria, e quasi sempre innevato; mentre a seconda della zona è visibile in direzione opposta il Monte Amiata, distante 55 km in linea d'aria. Prolungando idealmente sulla cartina il viale che porta al cimitero, e oltrepassandolo, si arriva dopo 11 km alla cupola della Cattedrale di Santa Margherita a Montefiascone, mentre dall'altra parte porta a San Michele in Teverina (Castel Piero): questi punti topografici, oltre alla Chiesa del Santo Sepolcro, dovettero molto probabilmente servire da riferimento per il tracciato sul terreno del viale dei cipressi (oggi parte di via Cleopino Bianchi).

## Galleria d'immagini

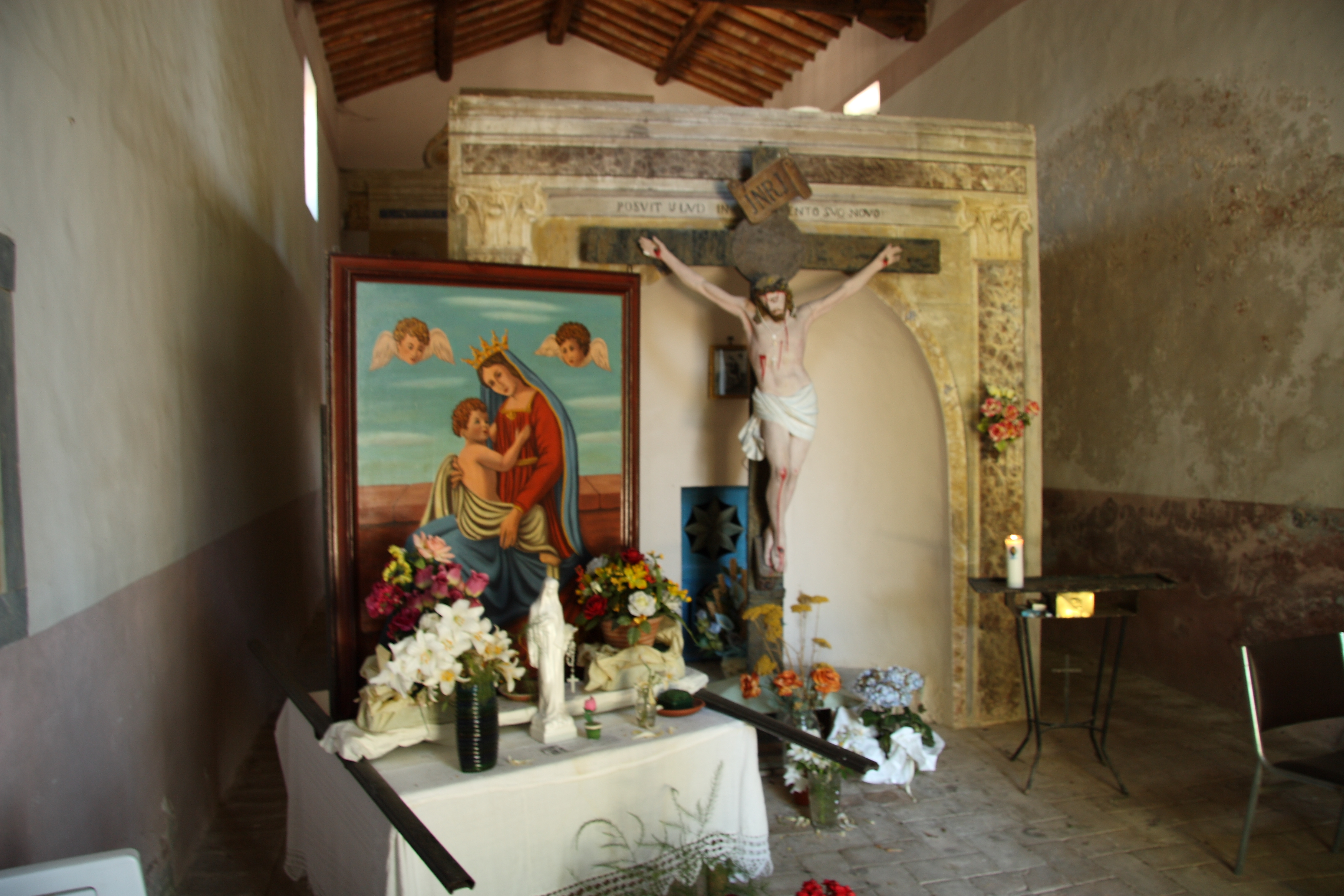
Interno della Chiesa del Santo Sepolcro a Castel Cellesi
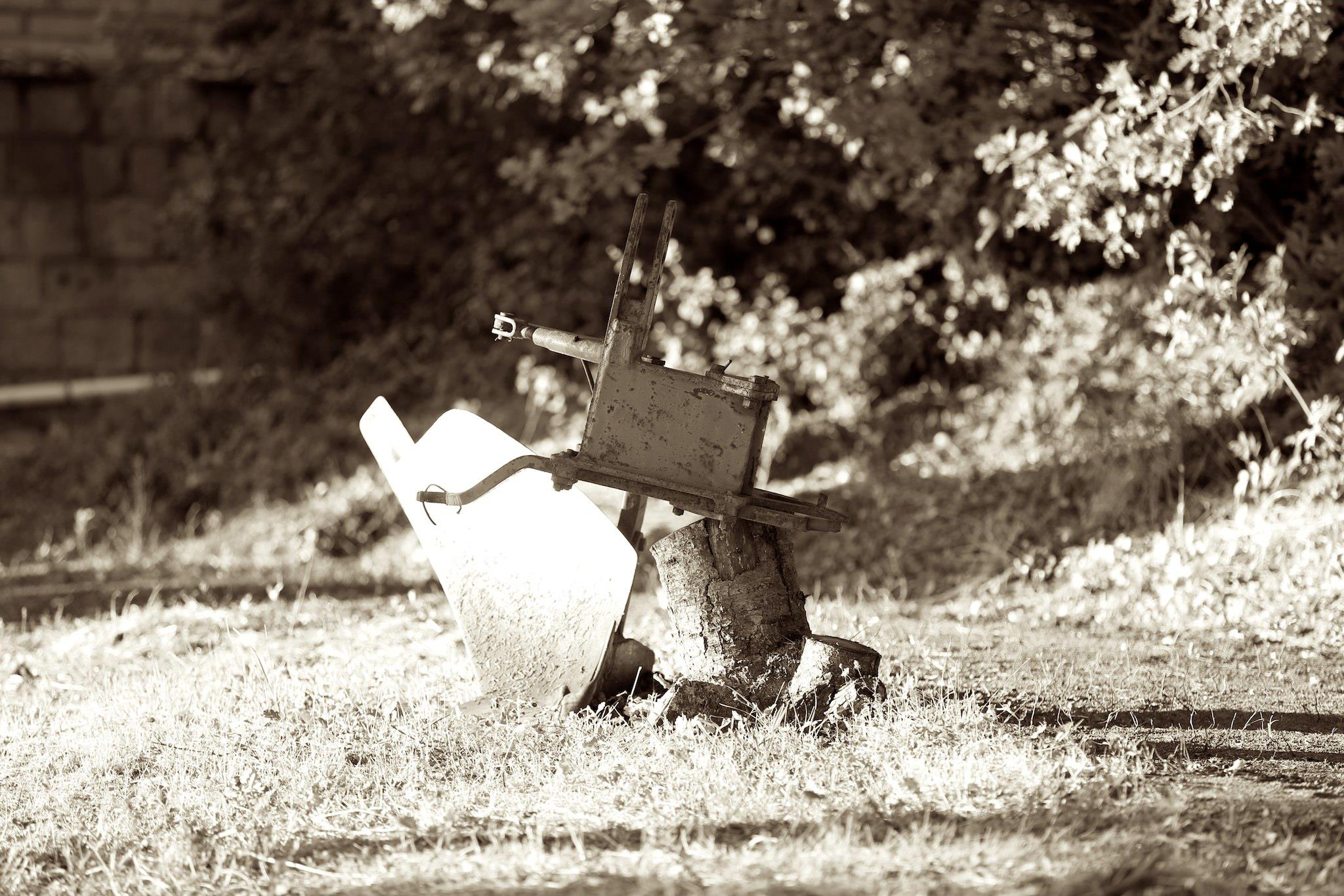
Aratro monovomere negli immediati pressi del cimitero del Santo Sepolcro